# Ginástica na Universíada de Verão de 1991
A ginástica na Universíada de Verão de 1991 teve suas disputas realizadas na cidade de Sheffield, na Grã-Bretanha, contando com as provas masculinas e femininas da ginástica artística e com a entrada na modalidade rítmica no cronograma. 

## Eventos
| Ginástica artística - Individual geral masculino - Equipes masculino - Solo masculino - Barra fixa - Barras paralelas - Cavalo com alças - Argolas - Salto sobre a mesa masculino - Individual geral feminino - Equipes feminino - Trave - Solo feminino - Barras assimétricas - Salto sobre a mesa feminino | Ginástica rítmica - Individual geral - Equipes - Bola - Arco - Maças - Corda |

## Medalhistas

### Ginástica artística
| Evento              | Ouro                   | Prata                  | Bronze                 |
| ------------------- | ---------------------- | ---------------------- | ---------------------- |
| Masculino           |                        |                        |                        |
| Equipes             | URS                    | JPN                    | CHN                    |
| Individual geral    | CHN Wang Zongsheng     | JPN Daisuke Nishikawa  | JPN Masayuki Matsunaga |
| Solo                | USA Mike Racanelli     | JPN Yutaka Aihara      | PRK Sin Myong-Su       |
| Cavalo com alças    | CHN Huang Huadong      | CHN Ma Jung            | USA Dominick Minicucci |
| Argolas             | PRK Sin Myong-Su       | URS Igor Bespalov      | JPN Daisuke Nishikawa  |
| Salto sobre a mesa  | KOR Yeo Hong-Chun      | CHN Wang Zongchen      | JPN Aihara Yutaka      |
| Barras paralelas    | URS Andrey Kan         | JPN Masayuki Matsunaga | JPN Yutaka Aihara      |
| Barra fixa          | PRK Pai Gil-Su         | JPN Masayuki Matsunaga | KOR Lim Kun-Gi         |
| Feminino            |                        |                        |                        |
| Equipes             | PRK                    | USA                    | URS                    |
| Individual geral    | URS Yelena Sazonenkova | PRK An Myong-Hwa       | JPN Kyoko Seo          |
| Salto sobre a mesa  | JPN Kyoko Seo          | URS Natalya Lachonova  | PRK An Myong-Hwa       |
| Barras assimétricas | PRK Choe Gyong-Hui     | JPN Kyoko Seo          | USA Chari Knight       |
| Trave               | PRK Choe Gyong-Hui     | URS Natalya Lachonova  | JPN Kyoko Seo          |
| Solo                | URS Natalya Lachonova  | URS Yelena Sazonenkova | USA Kristen Kenoyer    |

### Ginástica rítmica
| Evento           | Ouro             | Prata                              | Bronze                           |
| ---------------- | ---------------- | ---------------------------------- | -------------------------------- |
| Individual geral | PRK Li Gyong-Hui | PRK Li Suk-Yong                    | CHN He Xiaomin                   |
| Bola             | PRK Li Gyong-Hui | CHN He Xiaomin                     | PRK Li Suk-Yong                  |
| Corda            | PRK Li Gyong-Hui | CHN He Xiaomin JPN Yukari Kawamoto | nenhum                           |
| Maças            | PRK Li Suk-Yong  | PRK Li Gyong-Hui                   | CHN Pang Qiong CAN Susie Cushman |
| Arco             | PRK Li Suk-Yong  | JPN Yukari Kawamoto                | CHN He Xiaomin                   |

## Quadro de medalhas
| Ordem | País                | Medalha de ouro | Medalha de prata | Medalha de bronze |    |
| ----- | ------------------- | --------------- | ---------------- | ----------------- | -- |
| 1     | PRK Coreia do Norte | 10              | 3                | 3                 | 16 |
| 2     | URS União Soviética | 4               | 4                | 1                 | 9  |
| 3     | CHN China           | 2               | 4                | 4                 | 10 |
| 4     | JPN Japão           | 1               | 8                | 6                 | 15 |
| 5     | USA Estados Unidos  | 1               | 1                | 3                 | 5  |
| 6     | KOR Coreia do Sul   | 1               |                  | 1                 | 2  |
| 7     | CAN Canadá          |                 |                  | 1                 | 1  |
| TOTAL | TOTAL               | 15              | 13               | 14                | 42 |